# عبد الرحيم الزواري
عبد الرحيم الزواري ولد في 18 أفريل 1944 ببلدة الدهماني بالشمال الغربي التونسي، سياسي تونسي، وأحد أقدم الوزراء المباشرين.

## البدايات
أحرز على الإجازة في القانون الخاص، وعلى شهادة الكفاءة لمهنة المحاماة وعلى شهادة الدراسات المتخصصة في الحقوق. اهتم في سن مبكرة بالسياسة وإنضمّ إلى صفوف الحزب الاشتراكي الدستوري، وتولى فيما فيما بين 1969 و1974 مهمة كاتب عام للجنة التنسيق الحزبي بالكاف، كما تولى رئاسة بلدية الدهماني فيما بين عامي 1970 و1975، وألحق بديوان وزير الفلاحة فيما بين عامي 1971 و1974، وعين واليا وعمره ثلاثون سنة، حيث تولى هذا المنصب بكل من ولاية قابس فيما بين 1974 و1978 وولاية نابل فيما بين عامي 1978 و1980، ثم دعي ليعين على رأس الإدارة الجهوية والجماعات المحلية بوزارة الداخلية في عام 1980، ودخل البرلمان فيما بين 1981  و1987.

## الوزارات
بعد تولي زين العابدين بن علي الرئاسة في 7 نوفمبر 1987، أصبح من أهم الشخصيات الرئيسية في النظام، وقد تولى عدة مناصب عليا. فقد عين منذ اليوم الأول في العهد الجديد كاتب دولة لدى وزير الإنتاج الفلاحي والصناعات الذائية، وألحق بالديوان السياسي للحزب الاشتراكي الدستوري، ليكلف بالهياكل والإعداد لمؤتمره المنعقد عام 1988، وتولى خلاله مهمة مقرر عام، وقد تمكن من استقطاب شخصيات من مختلف الحساسيات خاصة اليسارية منها وكذا من أهم حزب معارض آنذاك، أي من حركة الديمقراطيين الاشتراكيين، ومن الجامعيين الذين لم يكونوا مستعدين سابقا للحاق بصفوف الحزب الاشتراكي الدستوري. وقد تولى مهمة أمين عام للتجمع الدستوري الديمقراطي وهي التسمية الجديدة التي أطلقت على الحزب الحاكم خلال مؤتمر 1988. واستمر في نفس المهمة فيما بين 31 جويلية 1988 و20 فيفري 1991. ثم سمي على رأس عدد من الوزارات: العدل (فيفري 1991- جانفي 1992)، والشباب والطفولة (جوان 1993-جانفي 1997)، والشؤون الخارجية (1997)، والرياضة والتربية البدنية (2000-2002)، والسياحة الصناعات التقليدية (2002-2004)، والنقل (منذ 2004). وقد تخلل ذلك تسميته سفيرا بالمغرب لمدة عشرة أشهر (1992-1993، ثم أمينا عاما للتجمع الدستوري الديمقراطي لمدة سنة (1999-2000).
وفي نوفمبر 2023، تعرض عبد الرحيم زواري أيضًا لأمر حبس بسبب استغلاله لمهامه للحصول على مزايا. وجاء حبسه في أعقاب شكوى قدمتها منظمة غير حكومية بشأن "شبهات فساد في عقد عام".

## إشارات مرجعية
1. 1 2  موقع البنك الأوربي للاستثمار نسخة محفوظة 25 أغسطس 2012 على موقع واي باك مشين.
2. ↑  أحكام في حق مسؤولين من عهد الديكتاتور بن علي، صوت أمريكا، 8 نوفمبر 2023. نسخة محفوظة 2024-12-24 على موقع واي باك مشين.

| سبقه الحبيب بن يحيى | وزير خارجية (تونس) 1997 | تبعه سعيد بن مصطفى |